# Le Fouet d'argent
Pour plus de détails, voir Fiche technique et Distribution.
Le Fouet d'argent (The Silver Whip) est un film américain réalisé par Harmon Jones, sorti en 1953.

## Synopsis
Jess Harker est un jeune homme qui rêve de conduire la diligence de sa ville. Il est encouragé par Race Crim, son mentor et ami. Crim réussit à convaincre son patron qu'il est désormais capable de mener à bien un voyage. Pour sa première mission, Jess doit escorter la somme de 27 000 dollars mais rien ne se passe comme prévu. La diligence est attaquée, le vieil homme qui accompagnait Jess et Race meurt ainsi que les deux passagers, dont Waco, la femme dont Race était amoureux. 
Ce dernier décide de venger sa bien-aimée et part à la poursuite des bandits. Pendant ce temps, le shérif Tom Davisson, qui est un ami de Race et Jess, ramène le jeune homme à la ville. Ayant commis l'erreur de ne pas mettre en sûreté la diligence, il culpabilise pour sa faute. Tom l'engage comme adjoint pour lui redonner une seconde chance.

## Fiche technique
- Titre : Le Fouet d'argent
- Titre original : The Silver Whip
- Réalisation : Harmon Jones
- Scénario : Jesse L. Lasky Jr., d'après un roman de Jack Schaefer
- Production : Michael Abel et Robert Bassler
- Société de production : 20th Century Fox
- Musique : Lionel Newman
- Photographie : Lloyd Ahern Sr.
- Montage : George A. Gittens
- Direction artistique : Chester Gore et Lyle R. Wheeler
- Costumes : Edward Stevenson
- Pays d'origine : États-Unis
- Format : Noir et blanc - Son : Mono
- Genre : Western
- Durée : 73 minutes
- Date de sortie : 
  - États-Unis : 4 février 1953 (Los Angeles)

## Distribution
- Dale Robertson : Race Crim
- Rory Calhoun : Shériff Tom Davisson
- Robert Wagner : Jess Harker
- Kathleen Crowley : Kathy Riley
- James Millican : Luke Bowen
- Lola Albright : Waco
- J. M. Kerrigan : Riley
- John Kellogg : Slater
- Ian MacDonald : Hank